# Pierre Tarin

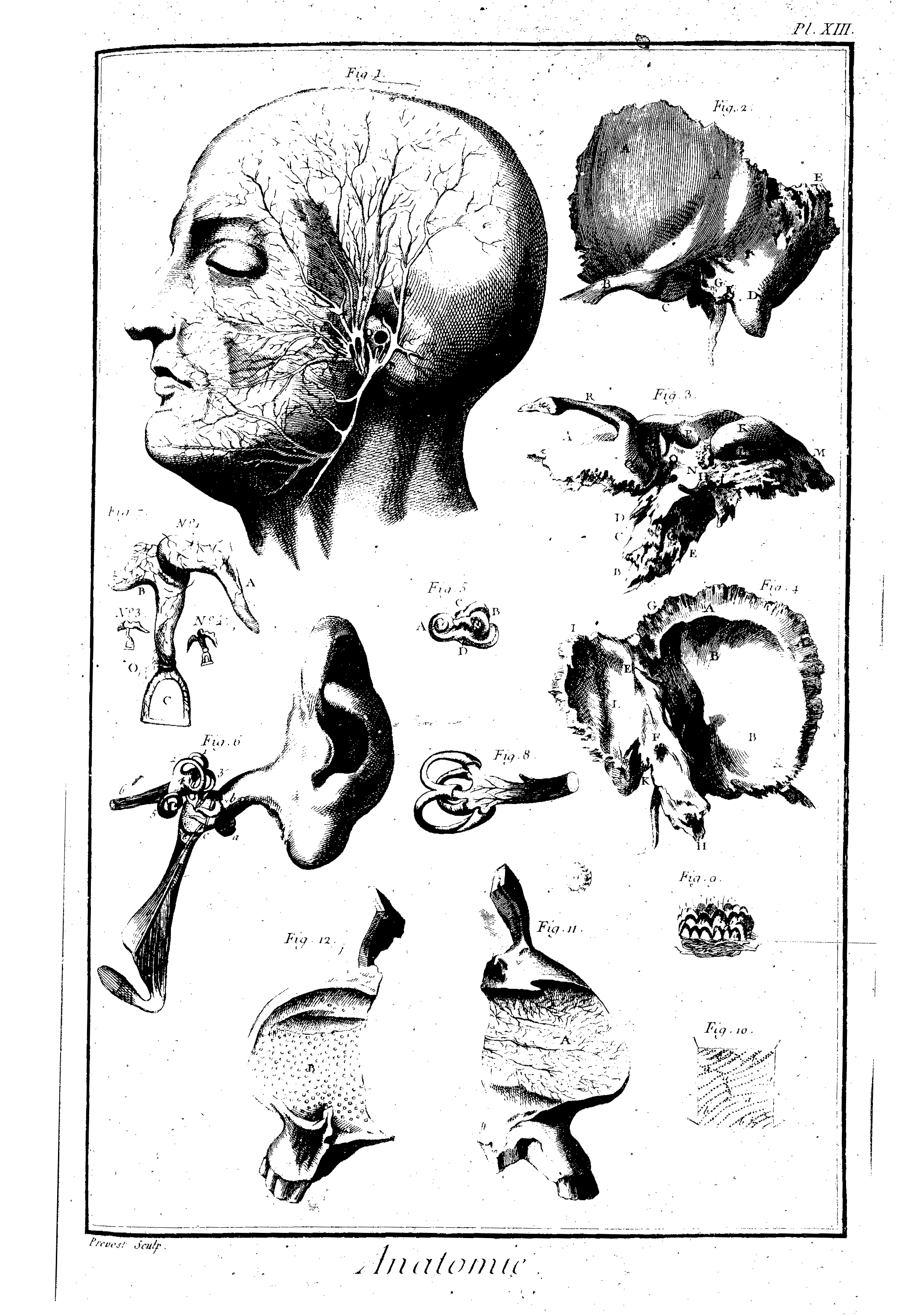
Planche Anatomie de l’Encyclopédie, t. 1., p. 148.

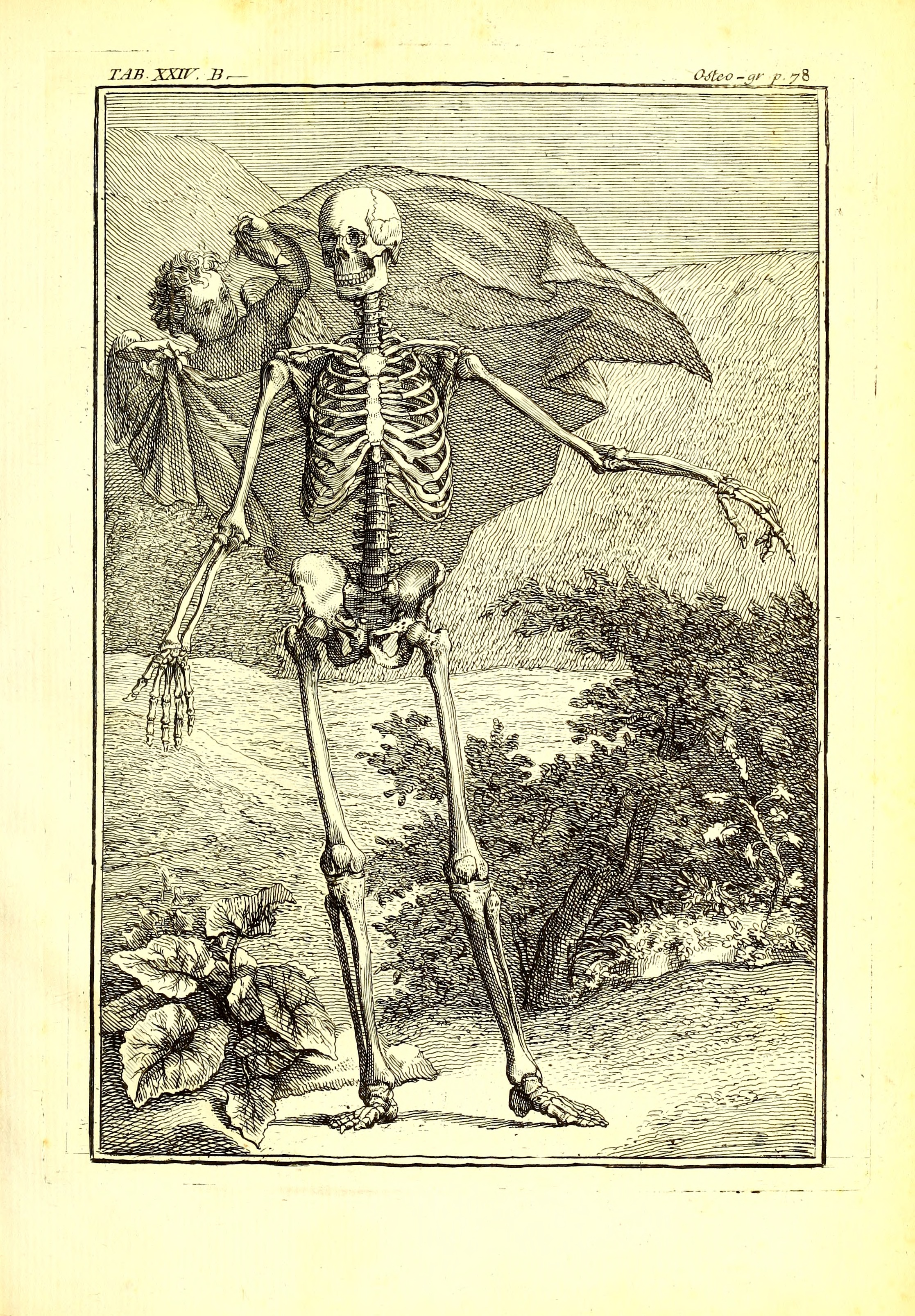
Ostéo-graphie (1753) de Pierre Tarin.

Pierre Tarin, né en 1725 à Courtenay et mort en 1761, est un médecin et anatomiste français.
Tarin étudia la médecine dans les écoles de la Faculté de Paris, mais il n’y prit d’autre degré que celui de bachelier. Il laissa beaucoup d’ouvrages dont la plupart concernent l’anatomie. C’est à lui qu’on doit tout ce qui se trouve sur cette science dans l’Encyclopédie de Diderot et D'Alembert ; il y a même inséré un discours sur l’origine et les progrès de cette partie de la médecine.
Les ouvrages de Tarin se sont succédé assez rapidement, pour croire que ce médecin s’occupa davantage du travail du cabinet que de la pratique de son art.

## Publications
- (la)Problemata anatomica, utrum inter arterias mesentericas, venasqne lacteas, immediatum datur commercium, Parisiis , 1748. in-8°.L’auteur y soutient l’affirmative.
- Anthropotomie, ou l’art de disséquer, Paris, 1750, deux vol. in-12.Ce traité contient diverses remarques sur la structure des parties.
- (la)Adversaria anatomica, Parisiis, 1750, in-8°, avec figures.Il y est question de la description du cerveau et du cervelet.
- Démosgraphie, ou description des ligaments du corps humain, Paris, 1752, in-8°.Traduction du latin de Weitbrecht, professeur de physiologie à Saint-Pétersbourg et membre de l’Académie impériale de cette ville.
- Éléments de physiologie traduits du latin de Haller, Paris, 1752,in-8°.
- Dictionnaire anatomique, suivi d’une Bibliothèque anatomique et physiologique, Paris, 1753, in-4°.La partie bibliographique n’est qu’un extrait de l’ouvrage intitulé : Methodus studii medici par Haller.
- Ostéographie, ou description des os de l’adulte, du fœtus, etc. Paris, 1753, in-4°.Avec un grand nombre de figures, la plupart copiées d’Albinus et des ouvrages de différents auteurs modernes. Il en est de même du fond de ce traité, l’auteur y a rassemblé les morceaux épars dans les écrits des anatomistes.
- Myographie ou description des muscles, Paris, 1753, in-4°.Il a profité des planches du célèbre Albinus pour faire graver les siennes.
- Observations de médecine et de chirurgie, Paris, 1755, 3 vol. in-12.Elles sont extraites de plusieurs auteurs.

On lui doit encore les Éléments de chimie traduits de Boerhaave par Alamand, qu’il a publiés avec des augmentations en six volumes in-12.

## Articles de l'Encyclopédie
- « Bile », t. II, p. 249b, 218 l.
- « Dents », t. IV, 320 l.

## Source
- Antoine Laurent Jessé Bayle, Biographie médicale, t. 2, Paris : Adolphe Delahaye, 1855, p. 738.
- Notices d'autorité :   - VIAF
  - ISNI
  - BnF (données)
  - IdRef
  - LCCN
  - GND
  - Belgique
  - Vatican
  - WorldCat
- Ressources relatives à la recherche :   - Bibliothèque interuniversitaire de santé
  - Biodiversity Heritage Library
- Ressource relative à la santé :   - Bibliothèque interuniversitaire de santé
- Notice dans un dictionnaire ou une encyclopédie généraliste :   - Deutsche Biographie